# Gap (empresa)
A GAP Inc. é a maior varejista especializada em roupas dos Estados Unidos. Sua sede está localizada em São Francisco , no estado da Califórnia.
Sua rede de lojas com o nome GAP (lacuna/brecha/vão em inglês) (originalmente The Gap) opera nos Estados Unidos, Canadá, Reino Unido, França, Japão e Brasil. A Gap Inc. também é proprietária de outras redes de lojas como a Old Navy, Banana Republic e Forth & Towne.

## História
A GAP foi fundada em 1969  por Donald Fisher e Doris Fisher. O nome veio das crescentes diferenças entre jovens e adultos, a denominada Lacuna Geracional, que teve seu auge com o movimento hippie. Os Fishers estavam frustrados com a falta de serviços decentes aos consumidores e a tendência da moda de outros varejistas.
Um dos lemas da empresa era "Levi's para moças e rapazes". Por volta de 1982 a GAP começou a investir em sua própria marca de roupa e parou de vender a marca Levi's por volta de 1991/1992.
Em 2 de abril de 2005, a GAP Inc. contabilizava aproximadamente 150 mil empregados e 3005 lojas espalhadas pelo mundo.
Donald Fisher se aposentou do cargo de presidente da empresa em 2004 e foi substituído por seu filho, Robert Fisher. A família Fisher, no total, possui aproximadamente 95% da companhia. O atual CEO da GAP é Paul Pressler, que anteriormente havia conduzido os Parques e Resorts da Walt Disney.
Em dezembro de 1995 a GAP tornou-se a maior varejista norte-americana a aceitar uma auditoria independente das condições de trabalho em uma de suas fábricas. Isso ocorreu após uma campanha internacional da mídia crítica e uma pressão dos consumidores que foi organizada no Canadá pela "Maquila Solidarity Network" (Rede de Solidariedade Maquila) e pelo "Ontario District Council of the Union of Needletrades, Industrial and Textile Employees" (Conselho Distrital de União das Costureiras e Empregados Industriais e Têxteis de Ontario), também conhecido como UNITE. Nos Estados Unidos, a campanha foi coordenada pelo "National Labor Committee".
Em 2004, a GAP vendeu suas operações na Alemanha para a sueca H&M, sua principal concorrente na Europa.
Em setembro de 2004 a GAP anunciou o lançamento de uma nova rede chamada Forth & Towne, cuja primeira loja foi aberta em 24 de agosto de 2005 no Palisades Center, em West Nyack, Nova York. O público alvo da cadeia de lojas são as mulheres com mais de 35 anos.
O património de Doris Fisher, em 2010 foi avaliado pela Forbes em 1,95 bilhão de euros.

## Controle da empresa
Os atuais membros do quadro de diretores da GAP Inc. são: Howard Behar, Adrian Bellamy, Domenico De Sole, Donald Fisher, Doris F. Fisher, Robert J. Fisher, Penelope Hughes, Bob L. Martin, Jorge Montoya, Paul Pressler, James Schneider, Mayo Shattuck, e Margaret Whitman.

## Críticas
A GAP recebeu inúmeras críticas sobre as condições de trabalho em suas fábricas. No final de 2003, mais 21 outras empresas foram incluídas num processo judicial executado por trabalhadores do estabelecimento escravizante em Saipan. As alegações incluíam trabalho fora de hora, onde os empregados não eram pagos pelas horas extras, além de trabalharem em condições inseguras. Uma indenização de 20 milhões de dólares foi fixada, mas a GAP retrucou, afirmando que as alegações não eram verdadeiras e que outras empresas envolvidas no processo eram desonestas.